# Залесиці (Мазовецьке воєводство)
Залесиці (пол. Zalesice) — село в Польщі, у гміні Вежбиця Радомського повіту Мазовецького воєводства.
Населення — 839 осіб (2011).
У 1975-1998 роках село належало до Радомського воєводства.

## Демографія
Демографічна структура станом на 31 березня 2011 року:
|          | Загалом | Допрацездатний вік | Працездатний вік | Постпрацездатний вік |
| -------- | ------- | ------------------ | ---------------- | -------------------- |
| Чоловіки | 439     | 115                | 291              | 33                   |
| Жінки    | 400     | 96                 | 239              | 65                   |
| Разом    | 839     | 211                | 530              | 98                   |